# Antonín Suchánek (fotbalista)
Antonín Suchánek (6. října 1908 – ?) byl český fotbalový záložník, který do roku 1930 nastupoval jako útočník.

## Hráčská kariéra
V československé lize hrál za SK Židenice (původní název Zbrojovky Brno) ve 25 utkáních, aniž by skóroval (27.08.1933–24.05.1936).

### Evropské poháry
Za Židenice odehrál jedno utkání ve Středoevropském poháru 1936. V tomto zápase prohrál SK Židenice na půdě Ambrosiany Milán (nynější Inter) 1:8, přičemž Giuseppe Meazza vstřelil pět branek.

### Prvoligová bilance
| Ročník                         | Zápasy | Góly | Minuty | Klub        |
| ------------------------------ | ------ | ---- | ------ | ----------- |
| I. liga 1933/34                | 17     | 0    | 1 530  | SK Židenice |
| I. liga 1934/35                | 1      | 0    | 90     | SK Židenice |
| I. liga 1935/36                | 7      | 0    | 630    | SK Židenice |
| CELKEM I. ČS. LIGA (1933–1936) | 25     | 0    | 2 250  |             |